# حسین العوینی
حسین العوینی (انگلیسی: Hussein Al Oweini؛ ۱۹۰۰ – ۱۹۷۱) یک سیاست‌مدار اهل لبنان بود.